# Michael Bratman
Michael E. Bratman (ur. 25 lipca 1945) jest profesorem Durfee w School of Humanities & Sciences oraz profesorem filozofii na Stanford University. Uczeń Donalda Davidsona. Jego zainteresowania obejmują filozofię działania oraz metaetykę i filozofię moralną. We wczesnym etapie swojej twórczości znany głównie jako autor Modelu Przekonanie-Pragnienie-Intencja (ang. Belief-Desire-Intention, stąd BDI), wykorzystywanego do dziś m.in. w badaniach nad sztuczną inteligencją. W późniejszym okresie zaproponował m.in. wpływowe w filozofii działania ujęcia kolektywnej intencjonalności.

## Ważniejsze publikacje
- Intention, Plans, and Practical Reason, Cambridge, MA: Harvard UP 1987..
- Faces of Intention, New York: Cambridge UP 1999.
- Structures of Agency: Essays, New York: Oxford UP 2007.